# Papiers White Birch
Pour les articles homonymes, voir Birch.
Papiers White Birch (anglais : White Birch Paper Company) est une compagnie américaine produisant du papier journal, du papier annuaire et du carton. En 2010, elle possède des usines situées aux États-Unis et au Québec et emploie environ 1 100 personnes. La même année, l'entreprise est la plus grande productrice de papier journal en Amérique du Nord après Abitibibowater,.
L'entreprise est la propriété de Peter Brant, qui en est le Chief executive officer. Depuis mars 2009, le président de la compagnie est Christopher Brant.

## Historique

### Chronologie
- 1941 : création de BATO Company Inc.
- 1973 : BATO Company Inc. achète l'usine de pâtes et papiers F.F. Soucy à Rivière-du-Loup, Québec.
- 1975 : en partenariat avec DOW JONES et REXFOR, Soucy construit une nouvelle machine à papier à Rivière-du-Loup.
- 1979 : l'usine de Bear Island commence la production de papier journal en décembre 1979 à Ashland en Virginie.
- 1987 : le nom BATO Company Inc. est changé par celui de Brant-Allen Industries, Inc.
- 1994 : Bear Island commence l'exploitation de sa nouvelle usine de désencré.
- 1998 : extension de l'usine de désencré à Bear Island.
- 2004 : L'usine Stadacona située dans la ville de Québec, double la capacité de production de papier journal, ajoute le papier annuaire et le carton à ses produits permettant ainsi une plus grande diversification dans ses affaires.
- 2005 : le nom de la compagnie Brant-Allen Industries, Inc. change pour Papiers White Birch.
- 2006 : l'achat de l'usine Papier Masson située à Masson-Angers, au Canada, ajoute 240 000 tonnes à la production de papier journal.
- Décembre 2011 : l'usine de Québec ferme pour une durée indéterminée[4].
- Janvier 2012 : après le rejet des offres patronales par 90 % des syndiqués de l'usine, la compagnie annonce la fermeture définitive de l'usine de Québec[5].
- Août 2012 : relance de l'usine Stadacona. L'entreprise est arrivée à une entente avec le gouvernement du Québec et le Syndicat canadien des communications, de l'énergie et du papier (SCEP) sur un plan d'exploitation. Les quelque 700 retraités portent le carré gris pendant la campagne électorale pour faire connaître leur situation aux chefs des partis politiques.

## Usines

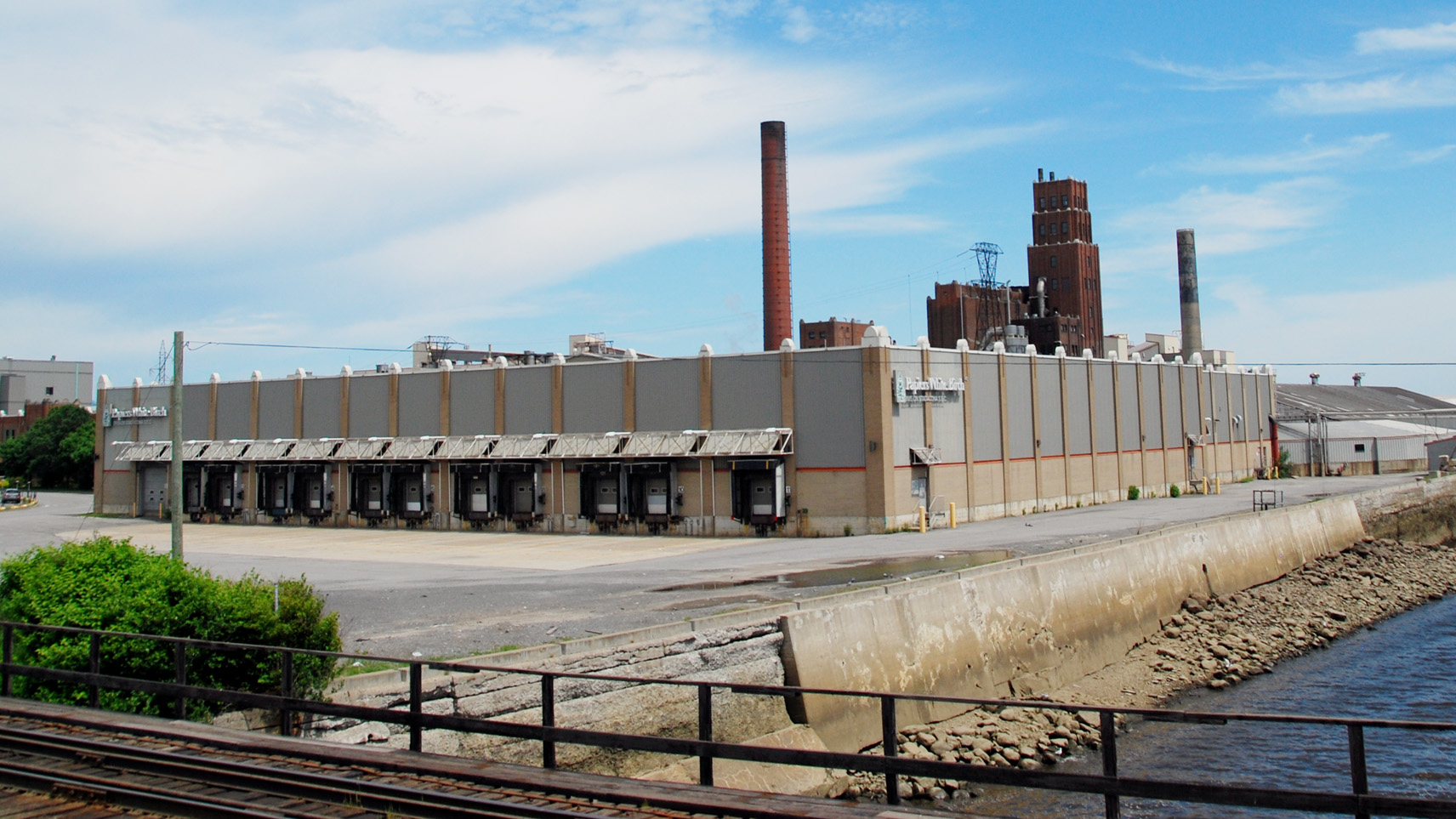
Usine de White Birch à Québec.

White Birch possède quatre usines de production de papier.

### États-Unis
- Bear Island, située à Ashland en Virginie.

### Canada
- Stadacona, située à Québec au Québec.
- F.F. Soucy, située à Rivière-du-Loup au Québec.
- Papier Masson, située à Gatineau au Québec.